# Ungerns damlandslag i bandy
Ungerns damlandslag i bandy representerar Ungern i bandy på damsidan. Ungern deltog 2007 för första gången i damernas världsmästerskap i bandy, då turneringen gick av stapeln på hemmaplan. Man ställde även upp i nästföljande mästerskap. Därefter har man avstått.
2016 anmälde laget intresse för att delta World Cup Women. Till slut kom man ändå inte.